# 遠江山中
「遠江山中」（とおとうみさんちゅう）は、葛飾北斎の名所浮世絵揃物『冨嶽三十六景』全46図中の1図。落款は「前北斎為一笔」とある。

## 概要
本作品は静岡県西部地方を指す遠江の名を冠しているが、場所を示唆する要素が一切含まれておらず、特定の景観よりも構図に主眼を置かれた作品である。画面中央に斜めに大きく配置された角材とそれを支える支柱が描かれ、支柱の間から富士山を見せるという幾何学的で大胆な構図となっている。また人物としては角材の上下に別れて鋸を挽く木挽と焚火をする少年、赤子を背負い、弁当の包みを持った母親、鋸歯の目立てをする男などが描かれている。描かれた人物造形については鍬形蕙斎の肉筆画『近世職人尽絵詞』からの引用が指摘されており、その影響がうかがえる。また、焚火の煙には洋画的な表現が試用されており、北斎がさまざまな描法を己のものとしようとした形跡が見て取れる。